# Bomolocha veronica
Bomolocha veronica là một loài bướm đêm trong họ Noctuidae.